# Defter de 1455

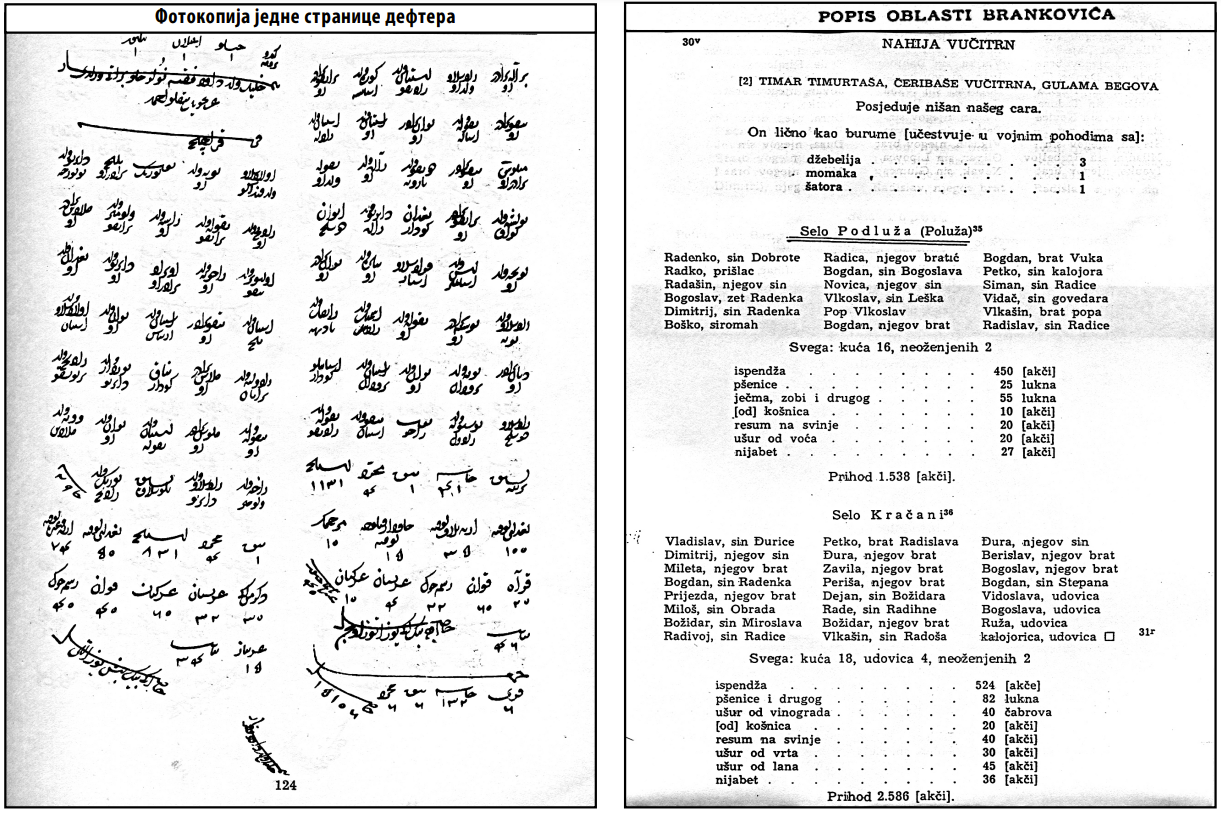
Une page photocopiée originale du defter des archives historiques d'Istanbul et sa traduction en serbo-croate

Le defter (recensement cadastral fiscal ottoman) de 1455 dans le district de Branković (defter Vuk-ili) est l'un des plus anciens registres fiscaux ottomans des Balkans. À l'époque du defter, le district de Branković comprend des parties de la Serbie centrale (l'actuel district de Toplica et la région historique de Raška), une partie du nord-est du Monténégro et des parties de l'est du Kosovo (la plaine du Kosovo). 

## Résultats

### Résultats bruts
Le recensement enregistre :
- 480 villages
- 13 693 hommes adultes
- 12 985 habitations
- 14 087 chefs de ménages (480 veuves et 13 607 hommes adultes)

### Analyse postérieure
En 1972, l'Institut des études moyen-orientales de Sarajevo traduit le recensement turc original et en publie une analyse. Par la suite, d'autres chercheurs abordent le sujet, comme Vukanović Tatomir dans Srbi na Kosovu, publié à Vranje en 1986.
- 13 000 habitations serbes présentes dans tous les 480 villages et villes
- 75 habitations valaques dans 34 villages
- 46 habitations albanaises dans 23 villages
- 17 habitations bulgares dans 10 villages
- 5 habitations grecques à Lauša, Vučitrn
- 1 habitation juive à Vučitrn
- 1 habitation croate

Des noms mentionnés dans ce recensement, effectué par les Ottomans en 1455 et couvrant une partie de l'est du Kosovo, 96,3 % sont d'origine slave, 1,90 % d'origine romaine, 1,56 % d'origine incertaine, 0,26 % d'origine albanaise et 0,25 % d'origine grecque. Les chercheurs serbes considèrent que le defter indique une population locale majoritairement serbe. Cependant, Madgearu soutient que la série de defters à partir de 1455 « montre que le Kosovo [...] était une mosaïque de villages serbes et albanais », tandis que Pristina et Prizren ont déjà des populations musulmanes albanaises significatives, et que le defter indique la présence d'Albanais à Tetovo. La précision et la cohérence de l'enregistrement sont mises en doute, comme le montre l'exemple de Janjevo, un village principalement catholique croate dans l'est du Kosovo, qui selon la lecture du registre ne compte qu'un seul foyer croate.
Étant donné que le defter ne recense que les détenteurs de timar et les agriculteurs dépendants, les groupes qui ne font pas partie de ces deux classes sociales ne sont pas inclus. C'est probablement la raison pour laquelle les Valaques, une catégorie sociale qui ne fait pas partie de la hiérarchie féodale ottomane, ne sont pas enregistrés dans la région couverte par le defter.
Le chercheur Selami Pulaha, étudiant le defter de 1455, trouve près de 100 villages ayant des habitants avec des noms albanais tels que « Gjon », « Gjin », « Lesh » ou des habitants avec des noms slaves mais désignés comme « Arbanas », signifiant albanais. Il note également que le defter ne couvre pas l'ouest du Kosovo.

## Galerie

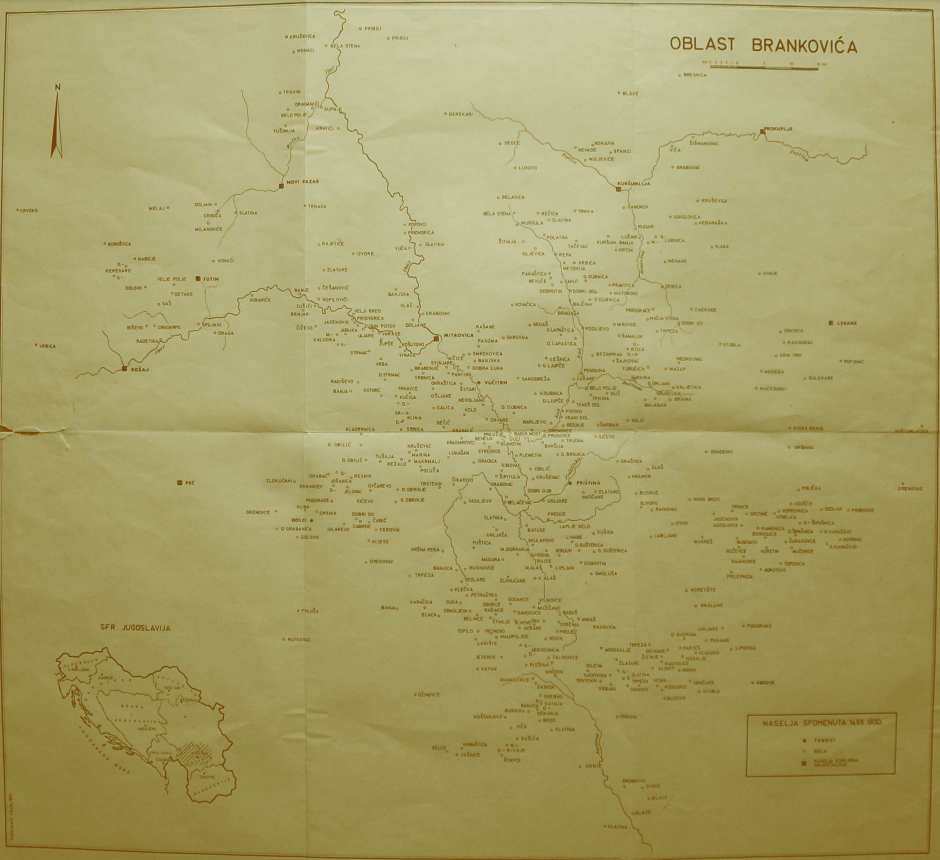
Carte représentant le district de Branković dessinée à partir des toponymes du defter
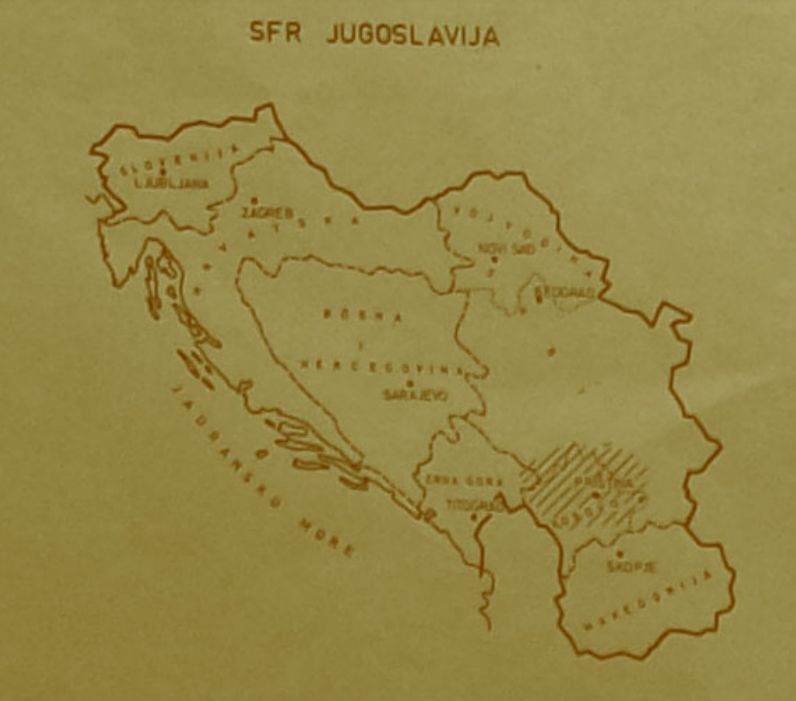
Le territoire du district de Branković marqué par des lignes diagonales au sein de la République fédérale socialiste de Yougoslavie (1946–1992)